# Amatori Ponziana 1948-1949
Questa voce raccoglie le informazioni riguardanti l'Amatori Ponziana nelle competizioni ufficiali della stagione 1948-1949.

## Stagione
La terza e ultima stagione dell'Amatori Ponziana nel campionato jugoslavo fu alquanto travagliata a causa del mutare della situazione politica, con l'espulsione della Jugoslavia dal Cominform. La squadra avrebbe dovuto debuttare il 12 settembre a Trieste con il Partizan, ma il club non inviò né agli organi del Governo Militare Alleato né a quelli comunali la necessaria domanda per ottenere la disponibilità dello Stadio Comunale. Il Giornale di Trieste pubblicò delle indiscrezioni secondo le quali l'Amatori Ponziana, avendo aderito alla corrente babiciana (da Branko Babic, politico anticominformista) e temendo possibili atti di disturbo da parte dei cominformisti se fosse rimasta a Trieste, avesse intenzione di disputare i propri incontri interni a Postumia.
Il 25 settembre 1948 il quotidiano Primorski dnevnik annunciò che il Ponziana, dopo aver ottenuto il rinvio delle prime due partite, avrebbe debuttato regolarmente alla terza giornata, smentendo le indiscrezioni secondo cui la società fosse allo sbando e che, complice la situazione politica contingente, avrebbe rinunciato al campionato. Per il giornale della minoranza slovena a Trieste il ritardo era dovuto principalmente a problemi relativi allo stadio di Trieste, rassicurando che il presidente Boltar e l'allenatore Berto avevano provveduto a rafforzare la squadra con gli arrivi degli attaccanti Arturo Presselli (dalla Lucchese) e Mario Polak (con trascorsi nel Siena), del difensore Paolo Rigotti (ex giocatore del Palermo), nonché altri giocatori come il portiere Segala dal Pirano.
La squadra, dopo un inizio di campionato discreto con quattro punti nelle prime tre partite, nelle restanti quindici partite conquistò solo sei punti, chiudendo il campionato al decimo e ultimo posto con dieci punti, con conseguente retrocessione in Druga Savezna Liga (Seconda Lega Federale). In diciotto partite ottenne tre vittorie, quattro pareggi e undici sconfitte, segnando dodici reti e subendone quarantacinque. L'unica vittoria di prestigio fu quella per 2-1 contro la seconda in classifica, la Stella Rossa di Belgrado. In Coppa di Jugoslavia ("Coppa Maresciallo Tito"), superato il primo turno imponendosi sul Kvarner/Quarnero di Fiume, venne eliminato agli ottavi di finale dal Napredak di Kruševac ma soltanto per sorteggio (la partita era terminata 1-1).
Nel corso della stagione l'Amatori Ponziana disputò solo due partite interne su nove a Trieste a causa della mancata concessione dello Stadio Comunale da parte delle autorità cittadine, anche perché per ottenerla era necessario il nullaosta del comitato provinciale del CONI che era ovviamente ostile al sodalizio jugoslavo. Costretto a disputare le proprie partite interne in campo neutro (solitamente a Lubiana), nella primavera 1949 l'Amatori si decise ad avviare i lavori per la costruzione di un nuovo campo sportivo a Trieste, in prossimità della Rotonda del Boschetto, nel quale tuttavia non disputò alcun incontro ufficiale (anche perché il campionato stava ormai per terminare quando iniziarono i lavori). Si trattava dello Stadio 1 maggio, sito nel rione di San Giovanni, il cui campo di calcio fu inaugurato il 5 giugno 1949 con l'amichevole Amatori Ponziana-Dinamo Zagabria 2-3, svoltasi in concomitanza di un comizio in vista delle elezioni amministrative triestine del 1949.
Al termine della stagione, essendo mutata la situazione politica, fu ventilata la possibilità che l'Amatori Ponziana ponesse fine alla militanza nel campionato jugoslavo per affiliarsi alla FIGC. Nel settembre 1949 l'avvocato Mauro, importante dirigente della FIGC, si recò a Trieste per le trattative con le società triestine: secondo la versione riportata da numerosi giornali dell'epoca, l'Amatori Ponziana chiedeva di essere ammesso al campionato interregionale di Promozione, o in subordine a quello regionale di Prima Divisione, ma le squadre triestine affiliate alla FIGC, tacciando il sodalizio di aver tradito la patria con la militanza nel campionato jugoslavo, si opposero, minacciando di ritirarsi dai campionati qualora l'Amatori fosse stato ammesso nei ranghi della FIGC.
Secondo diversi giornali dell'epoca, l'avvocato Mauro parve invece propenso ad accettare le richieste dell'Amatori Ponziana, la cui militanza nel campionato jugoslavo costituiva un ostacolo per la distensione tra FIGC e FSJ; permaneva inoltre il problema della posizione irregolare di molti giocatori dell'Amatori Ponziana, in aperta violazione del regolamento internazionale della FIFA. Secondo alcuni giornali dell'epoca, l'avvocato Mauro ricevette delle pressioni politiche affinché mediasse con le società triestine al fine di convincerle a non opporre ulteriore resistenza all'ammissione dell'Amatori.
Il 25 settembre 1949 ebbe inizio il campionato di Promozione, nel quale era impegnato il C.S. Ponziana. Nel corso della settimana successiva i quotidiani triestini Corriere di Trieste e Primorski dnevnik pubblicarono le dichiarazioni del presidente dell'Amatori Ponziana, Boltar, con le quali, a smentita delle indiscrezioni delle settimane precedenti, negò che il proprio sodalizio avesse chiesto l'ammissione alla FIGC, sostenendo che le trattative, poi fallite, avessero riguardato solo singoli giocatori; ammise comunque che nel corso delle trattative si accennò alla possibilità che l'Amatori passasse in seno alla FIGC ma il sodalizio declinò la proposta per questioni di principio; il presidente annunciò che l'Amatori avrebbe continuato a militare nelle competizioni jugoslave (i campionati sarebbero ricominciati nel marzo 1950). Tuttavia il Ponziana jugoslavo si ritirò dalla Coppa Maresciallo Tito 1949, dando forfait nella partita del 26 ottobre 1949 contro l'Hajduk Spalato, e non si iscrisse ai campionati jugoslavi successivi.
Secondo ricostruzioni di molto successive ai fatti, nel 1949 l'Amatori Ponziana fu riassorbito dal C.S. Ponziana ma la FIGC squalificò per sei mesi tutti i giocatori che avessero disputato partite di campionato jugoslavo con l'Amatori Ponziana (in quanto considerati alla stregua di traditori della patria). Tuttavia i giornali dell'epoca datano la squalifica semestrale all'estate 1947, anche se ciò non esclude la possibilità di una seconda squalifica semestrale nel 1949.

## Rosa
| N. |                           | Ruolo | Calciatore          |
| -- | ------------------------- | ----- | ------------------- |
|    | Italia (bandiera)         | P     | Roberto Parola      |
|    | non conosciuta (bandiera) | P     | Segala              |
|    | non conosciuta (bandiera) |       | Dumani              |
|    | Italia (bandiera)         |       | Bruno Carlin        |
|    | Italia (bandiera)         |       | Remigio Colombin    |
|    | Italia (bandiera)         |       | Tullio Tramarin     |
|    | Italia (bandiera)         |       | Carlo Corbatto (II) |
|    | Italia (bandiera)         | A     | Mario Polak         |
|    | non conosciuta (bandiera) |       | Alecio              |
|    | non conosciuta (bandiera) |       | Kokal               |
|    | non conosciuta (bandiera) |       | Mlakar              |
|    | Italia (bandiera)         | D     | Paolo Rigotti       |
|    | Italia (bandiera)         |       | Rusiani             |

| N. |                           | Ruolo | Calciatore        |
| -- | ------------------------- | ----- | ----------------- |
|    | non conosciuta (bandiera) |       | Rasinjamin        |
|    | non conosciuta (bandiera) |       | Bartok            |
|    | non conosciuta (bandiera) |       | Susel             |
|    | non conosciuta (bandiera) |       | Padovan           |
|    | non conosciuta (bandiera) |       | Paoletti          |
|    | non conosciuta (bandiera) |       | Pertotti          |
|    | Italia (bandiera)         | C     | Ettore Valcareggi |
|    | Italia (bandiera)         |       | Radames Tommasini |
|    | Italia (bandiera)         | A     | Arturo Presselli  |
|    | Italia (bandiera)         | A     | Carlo Maluta      |
|    | Italia (bandiera)         |       | Livio Benvenuti   |
|    | Italia (bandiera)         |       | Veluti            |

## Risultati

### Prva Liga

#### Girone di andata
| Lubiana 22 dicembre 1948 1ª giornata | Ponziana | 1 – 4 | Partizan |  |

| Zagabria 26 ottobre 1948 2ª giornata | Lokomotiva Zagabria | 4 – 0 | Ponziana |  |

| Novi Sad 26 settembre 1948 3ª giornata | Sloga Novi Sad | 0 – 0 | Ponziana |  |

| Titograd 3 ottobre 1948 4ª giornata | Budućnost | 1 – 1 | Ponziana |  |

| Arbitro: | Višnjič (Zagabria) |

|                           |           |         |
| Polak 5’, 50’, 66’ (rig.) | Marcatori | ? 84’ ? |

| Belgrado 17 ottobre 1948 6ª giornata | Metalac Belgrado | 2 – 0 | Ponziana |  |

| Arbitro: | Markobrad (Belgrado) |

|  |           |                                    |
|  | Marcatori | 6’ Arapovic 23’ Vidjak 45’ Matosic |

| Belgrado 31 ottobre 1948 8ª giornata | Stella Rossa | 3 – 0 | Ponziana |  |

| Lubiana 5 dicembre 1948 9ª giornata | Ponziana            | 0 – 0 referto | Dinamo Zagabria | \| Arbitro: \| Mrkobrad (Belgrado) \| |
| Arbitro:                            | Mrkobrad (Belgrado) |               |                 |                                       |

#### Girone di ritorno
| Belgrado 18 maggio 1949 10ª giornata | Partizan | 4 – 0 | Ponziana |  |

| Lubiana 27 marzo 1949 11ª giornata | Ponziana | 0 – 2 | Lokomotiva Zagabria |  |

| Arbitro: | Damiani (Zagabria) |

|                         |           |                  |
| Polak 47’ Benvenuti 81’ | Marcatori | 22’ Karanfilovič |

| Maribor 10 aprile 1949 13ª giornata | Ponziana              | 0 – 0 referto | Budućnost | \| Arbitro: \| Stefanovič (Belgrado) \| |
| Arbitro:                            | Stefanovič (Belgrado) |               |           |                                         |

| Zemun 29 maggio 1949 14ª giornata | Naša krila | 6 – 2 | Ponziana |  |

| Arbitro: | Damjani (Zagabria) |

|  |           |                                                                  |
|  | Marcatori | 12’ Stankovič 18’ Tasič 30’ Konstantinovic 68’ (aut.) Valcareggi |

| Spalato 15 maggio 1949 16ª giornata | Hajduk Spalato | 5 – 1 | Ponziana |  |

| Arbitro: | Beleslin (Subotica) |

|                            |           |           |
| Benvenuti 15’ Preselli 63’ | Marcatori | 35’ Mitič |

| Zagabria 1 maggio 1949 18ª giornata | Dinamo Zagabria | 3 – 0 | Ponziana |  |

### Coppa Maresciallo Tito
| Fiume 7 novembre 1948 Terzo turno                                    | Kvarner   | 2 – 3 referto                    | Ponziana |  |
| \| \| \| \| \| ? \| Marcatori \| 35’ Maluta 70’ Polak ?’ (aut.) ? \| |           |                                  |          |  |
|                                                                      |           |                                  |          |  |
| ?                                                                    | Marcatori | 35’ Maluta 70’ Polak ?’ (aut.) ? |          |  |

| Kruševac 14 novembre 1948 Ottavi di finale | Napredak Kruševac | 1 – 1 Passa il turno il Napredak per sorteggio | Ponziana |  |

## Statistiche

### Statistiche di squadra
| Competizione           | Punti | In casa | In casa | In casa | In casa | In casa | In casa | In trasferta | In trasferta | In trasferta | In trasferta | In trasferta | In trasferta | Totale | Totale | Totale | Totale | Totale | Totale | DR  |
| Competizione           | Punti | G       | V       | N       | P       | Gf      | Gs      | G            | V            | N            | P            | Gf           | Gs           | G      | V      | N      | P      | Gf     | Gs     | DR  |
| ---------------------- | ----- | ------- | ------- | ------- | ------- | ------- | ------- | ------------ | ------------ | ------------ | ------------ | ------------ | ------------ | ------ | ------ | ------ | ------ | ------ | ------ | --- |
| Prva Liga              | 10    | 9       | 3       | 2       | 4       | 7       | 17      | 9            | 0            | 2            | 7            | 5            | 28           | 18     | 3      | 4      | 11     | 12     | 45     | -33 |
| Coppa Maresciallo Tito |       | -       | -       | -       | -       | -       | -       | 2            | 1            | 1            | 0            | 4            | 3            | 2      | 1      | 1      | 0      | 4      | 3      | +1  |
| Totale                 | 10    | 9       | 3       | 2       | 4       | 7       | 17      | 11           | 1            | 3            | 7            | 9            | 31           | 20     | 4      | 5      | 11     | 16     | 48     | -32 |

### Statistiche dei giocatori
| Giocatore        | Prva Liga | Prva Liga | Coppa Maresciallo Tito | Coppa Maresciallo Tito | Totale   | Totale |
| Giocatore        | Presenze  | Reti      | Presenze               | Reti                   | Presenze | Reti   |
| ---------------- | --------- | --------- | ---------------------- | ---------------------- | -------- | ------ |
| Alecio           | 1         | 0         | ?                      | ?                      | 1+       | 0+     |
| Bartok           | 1         | 0         | ?                      | ?                      | 1+       | 0+     |
| L. Benvenuti     | 15        | 2         | ?                      | ?                      | 15+      | 2+     |
| B. Carlin        | 16        | 0         | ?                      | ?                      | 16+      | 0+     |
| R. Colombin      | 10        | 0         | ?                      | ?                      | 10+      | 0+     |
| C. Corbatto (II) | 3         | 0         | ?                      | ?                      | 3+       | 0+     |
| Dumani           | 3         | 0         | ?                      | ?                      | 3+       | 0+     |
| Kokal            | 1         | 0         | ?                      | ?                      | 1+       | 0+     |
| C. Maluta        | 14        | 0         | ?                      | ?                      | 14+      | 0+     |
| Mlakar           | 7         | 0         | ?                      | ?                      | 7+       | 0+     |
| Padovan          | 3         | 0         | ?                      | ?                      | 3+       | 0+     |
| Paoletti         | 1         | 0         | ?                      | ?                      | 1+       | 0+     |
| R. Parola        | 8         | -19       | 1                      | -3                     | 9        | -22    |
| Pertotti         | 12        | 0         | ?                      | ?                      | 12+      | 0+     |
| M. Polak         | 16        | 5         | ?                      | ?                      | 16+      | 5+     |
| A. Presselli     | 14        | 5         | ?                      | ?                      | 14+      | 5+     |
| Rasinjanin       | 1         | 0         | ?                      | ?                      | 1+       | 0+     |
| Rigotti          | 13        | 0         | ?                      | ?                      | 13+      | 0+     |
| Rusiani          | 1         | 1         | ?                      | ?                      | 1+       | 1+     |
| Segala           | 10        | -26       | ?                      | ?                      | 10+      | -26+   |
| Susel            | 1         | 0         | ?                      | ?                      | 1+       | 0+     |
| R. Tommasini     | 15        | 0         | ?                      | ?                      | 15+      | 0+     |
| T. Tramarin      | 14        | 0         | ?                      | ?                      | 14+      | 0+     |
| E. Valcareggi    | 17        | 0         | ?                      | ?                      | 17+      | 0+     |
| Veluti           | 1         | 0         | ?                      | ?                      | 1+       | 0+     |